# ポアロ登場
『ポアロ登場』（ポアロとうじょう、原題：Poirot Investigates）は、1924年に刊行されたアガサ・クリスティの短編集。クリスティの最初の短編集であり、彼女の作品の代表的な人物であるエルキュール・ポアロを主人公としている。いずれも雑誌「スケッチ」に掲載されていた作品である。
イギリス版では11編を収録しているが、早川書房版は翌年に出版された米版に準拠して3編を加え、14編を収録している。この3編がイギリスで刊行されたのは半世紀後の1974年である（『Poirot's Early Cases』、直訳：ポアロ初期の事件簿）。1925年刊の初訳（『クラブのキング』博文館刊、延原謙訳）も英版にない作品を含んでいるため、底本は米版か、少なくとも一部を初出の雑誌に求めたと思われる。
本記事は早川書房のクリスティー文庫（2004年）に準拠する。

## 各話あらすじ

### 〈西洋の星〉盗難事件
（原題: The Adventure of the Western Star ）（『The Sketch』1923年4月11日号）(掲載順 #3)
ポアロは、ロンドンを訪れた有名なアメリカ人映画スター、メアリー・マーベルの訪問を受ける。彼女は中国人から3通の手紙を受け取っていた。その内容は、素晴らしいダイヤモンドの宝石「西洋の星」を、次の満月の日までに元の場所、つまり偶像の左目に返すよう警告しているものだった。彼女の夫グレゴリー・ロルフは、3年前にサンフランシスコで中国人からこの宝石を購入してメアリーに贈っていた。夫妻は次の満月の日にヤードリー卿夫妻の邸宅を訪れて、そこで映画制作の打ち合わせをすることになっており、メアリーはダイヤモンドを持って行くつもりであった。ヤードリー夫妻は、偶像の右目から採れたお揃いのダイヤモンド「東方の星」を所有していた。ロルフとヤードリー夫人は3年前に関係が噂されたことがあった。メアリーが帰るとポアロは外出し、ヘイスティングスはヤードリー夫人の訪問を受け、彼女は夫が借金を返すために宝石を売ろうとしていると告げる。それを知ったポアロはヤードリー卿宅を訪れるが、そこで宝石が中国人に盗まれるのを目撃する。そして翌日、ロンドンのホテルではメアリーの宝石が盗まれる。ポアロは調査を行い、ヤードリー夫妻の手に宝石を取り戻す。
ポアロはヘイスティングスに、2つの宝石も中国人も存在しなかった、すべてロルフの作り話だと言う。ロルフは3年前にアメリカでヤードリー夫人と関係を持ち、彼女を脅迫してダイヤモンドを取り上げ、それを妻に結婚祝いとして贈ったのだ。ヤードリー夫人が所有していたものはイミテーションであり、夫が売ろうとすれば発覚したであろう。真相を悟ったポアロの詰問に屈してロルフは本物のダイヤモンドを返した。

### マースドン荘の悲劇
（原題: The Tragedy at Marsdon Manor ）（『The Sketch』1923年4月18日号）(掲載順 #4)
経済的に困窮しているとうわさされたマルトラバースという男は、5万ポンドもの高額な生命保険をかけたわずか数週間後に内出血で死亡する。保険の販売元であるノーザンユニオン保険会社は、彼が若く美しい妻のために保険金目当てに自殺した可能性を疑う。同社の取締役は、友人であるポアロに調査を依頼する。
ポアロとヘイスティングスは、遺体が見つかったエセックスのマースドン荘に向かう。遺体の近くで小型ライフル銃が見つかっていた。二人はマルトラバースの妻に話を聞くが、不自然なところは無い。二人が帰ろうとすると、若い男ブラック大尉が到着する。庭師は、主人の死の前日にも彼がこの屋敷を訪れたとポアロに告げる。ポアロはブラックにインタビューし、その際の言葉遊びから、彼が東アフリカにいた際に小型ライフルで自殺した人を知っていることを知る。ポアロは、悲劇の前日の食卓でマルトラバース夫人が、アフリカの農夫がライフルを口にくわえて自殺した様子をブラックに実演させたことで、夫の殺害方法を思いつかせたのだと推理する。そして彼女は引き金を引いたのである。
そこで、ポアロは男を雇って指に蓄光剤を塗り、マルトラバースに成りすまさせる。次いで、部屋の電灯を消し、驚いたマルトラバース夫人がポアロの手を握ったところで、偽の血をつける。すると人差し指を光らせたマルトラバースが部屋に現れ、血まみれになったマルトラバース夫人の手を指差す。怖くなった彼女は夫の殺害を自白する。

### 安アパート事件
（原題: The Adventure of the Cheap Flat ）（『The Sketch』1923年5月9日号）(掲載順 #7)
ヘイスティングスは友人の女性ロビンソン夫人から、謎解きとして家賃が非常に安いアパートを借りた時の話をされる。彼女はある格安の部屋を借りるためそのアパートへ向かったが、直前で既にその部屋に人が入って断られたという友人夫妻と出会う。しかし、彼女が駄目元でその部屋に行くとまだ借り手はおらず、部屋を借りることができた。翌日、ヘイスティングスから話を聞いたポアロは興味を持ち、調査を始める。
ロビンソン夫人がヘイスティングスに借りたばかりだと言ったにもかかわらず、アパートのポーターは夫妻が半年前からそこに住んでいると言う。ポアロはこの建物の別の部屋を借り、石炭リフトを使ってロビンソン夫妻の部屋に入り、鍵に細工して自由に入れるようにする。ジャップ警部はポアロに、アメリカ海軍の重要な設計図がルイジ・バルダルノというイタリア人によって盗まれ、日本のスパイと思われるエルザ・ハートに渡したが、ニューヨークで殺されたことを話す。ハートはロビンソンという名でアメリカから逃亡していた。
その夜、ロビンソン夫妻のアパートには誰もおらず、ポアロとヘイスティングスは待ち伏せて、バルダルノの死の復讐のためにエルザ・ハートとその共犯者を殺しに来た別のイタリア人を逮捕する。ポアロ達はその男の武器を取り上げ、ロンドンの別の家に連れて行く。ポアロはそこで2人のスパイを突き止め、以前ナイツブリッジにロビンソン夫妻として住んでいたことを突き止める。スパイは身の危険を感じ、同姓同名の本物の夫婦にその家を安く貸し、この無実の夫婦が自分たちの代わりに殺されることを期待していた。二人はハートを騙して計画の隠し場所を聞き出し、イタリア人は逃げ出し、ジャップは二人のスパイを逮捕する。

### 狩人荘の怪事件
（原題: The Mystery of the Hunters Lodge ）（『The Sketch』1923年5月16日号）(掲載順 #8)
インフルエンザで寝込んでいるポアロのもとに、男爵の次男で女優と結婚しているロジャー・ヘーバリングが訪ねてくる。前夜にロンドンのクラブに宿泊したヘーバリングは、翌朝、妻から「叔父のハリントン・ペイスが前夜に殺されたので、探偵を伴ってすぐに来てくれ」という電報を受け取る。ポアロに代わり、ヘイスティングがヘーバリングと共に事件現場であるダービーシャーの狩人荘へ向かい、スコットランドヤードのジャップ警部に会う。ヘーバリングがジャップを連れて出て行くと、ヘイスティングスは家政婦のミドルトン夫人に話しかけ、彼女が前の晩にペース氏に会いに来た黒髭の男を家の中に案内していたことを知る。ミドルトン夫人とヘーバリング夫人は、その二人が入った部屋の外にいて銃声を聞いた。部屋のドアはロックされていたが、開いている窓を見つけて中に入ると、部屋に飾られていた2丁のピストルのうちの1丁でペイス氏が撃たれて死んでいるのを発見した。そのピストルと髭の男は現在行方不明になっている。
ヘイスティングスはヘーバリング夫人に会って家政婦の話の裏付けを取る。ジャップはヘーバリングがロンドン行きの列車に乗った時刻とクラブにいたというアリバイを確認する。やがて、行方不明のピストルがロンドンに捨てられているのが発見される。ヘイスティングスはポアロに事実を伝えるが、ポアロはミドルトン夫人とヘーバリング夫人の衣服や人相にしか興味がない。ポアロはミドルトン夫人をすぐに逮捕するよう電話をかけるが、その前に彼女は姿を消してしまう。調べてみると、彼女を紹介した家政婦紹介所などからも彼女の存在を示す痕跡は見つからなかった。
ヘイスティングスがロンドンに戻ると、ポワロはヘイスティングスに推理を語る。ミドルトン夫人という人物は最初から存在しなかった。彼女はヘーバリング夫人が変装したものだったのだ。ミドルトン夫人の存在を裏付けているのはヘーバリング夫妻だけである。ヘーバリングはピストルの一つを持ってロンドンで捨て、ヘーバリング夫人がもう一つのピストルでが自分の叔父を撃ったのだ。ジャップはその説に納得するが、逮捕に足る証拠はない。ヘーバリング夫妻は叔父の財産を受け継いだが長くは続かず、二人はまもなく飛行機事故で亡くなってしまう。

### 百万ドル債券盗難事件
（原題: The Million Dollar Bond Robbery ）（『The Sketch』1923年5月2日号）(掲載順 #6)
銀行の共同経営者であるヴァヴァサワーの甥フィリップ・リッジウェイが管理していた100万ドルの債券の所在が分からなくなる。リッジウェイの婚約者から依頼を受けたポアロは、本人に会い事情を聴く。
リッジウェイは叔父ともう一人の支店長であるショーから、銀行の与信枠を広げるための自由公債100万ドル分をニューヨークまで運ぶように言われていた。リッジウェイの出立前にその債券が数えられて梱包され、特別な錠のついた鞄に収められた。しかし、この包みはリッジウェイの乗った客船オリンピア号がニューヨークに入港する数時間前に消えてしまった。鞄の鍵が破られたのに違いなかった。このことはただちに税関に通報され、船を封印して捜索されたが、公債は見つからなかった。泥棒はニューヨークで債券を素早く売却しており、あるディーラーは船がニューヨークに到着する前に債券を買ったと断言する。ポアロは二人の支配人から話を聞き、この話を確認する。次いで彼はオリンピア号が戻ってきたリバプール港に行き、スチュワードから「事件の便ではリッジウェイの隣の船室に眼鏡をかけた老人が泊まっており、船室から出てこなかった」という情報を得る。
ポアロはリッジウェイとその婚約者に再会し、事件の真相を説明する。本物の債券はリッジウェイの鞄になく、債券はオリンピア号より先に到着する別の高速船ギガンティック号でニューヨークへ送られた。ニューヨーク側の共犯者はオリンピア号が着岸してから債券を売るよう指示されていたが、彼はその指示を正しく実行せず、着岸30分前に1回だけ売られてしまった。リッジウェイの鞄の中にはいっていは偽の包みが入っており、犯人は合鍵でそれを取り出して海に投げ捨てていた。犯人は、この期間に気管支炎で2週間仕事を休んだと主張するショーであり、ポアロから葉巻を吸ってよいかと尋ねられた際、気管支炎ならば断わるべきところを許可したため、嘘が露見した。

### エジプト墳墓の謎
（原題: The Adventure of the Egyptian Tomb ）（『The Sketch』1923年9月26日号）(掲載順 #10)
有名なエジプト学者であるジョン・ウィラード卿は、アメリカの金融業者ブライブナー氏と共にファラオの墓の発掘に携わった後、それぞれ心不全と敗血症で死亡する。さらにその数日後、ブライブナー氏の甥のルパートが拳銃自殺し、マスコミはエジプトの呪いの話でもちきりとなった。ウィラード卿の仕事は息子のガイが引継いだが、心配した夫人はポアロに調査を依頼する。依頼を引き受けたポアロはルパートに関する詳細を求めてニューヨークに電報を打つ。ルパートは南洋を旅していた青年で、エジプトに行くのに十分な資金を借りた。叔父は一銭も出すことを拒み、甥はニューヨークに戻ったが、そこでどんどん落ちぶれていき、「自分はハンセン病で見捨てられた」という遺書を残して拳銃自殺した。
ポアロとヘイスティングスはエジプトに渡り、調査隊に合流するが、隊員の中に破傷風によるアメリカ人の死者が出ていることを知る。ある夜、ポアロは一芝居うって調査隊に同行していたエイムズ医師をおびき寄せ、犯人であると告発する。追いつめられたエイムズ医師は服毒自殺をする。
ポアロは、エイムズ医師がルパートの遺産相続人であったに違いないと説明する。ウィラード卿は本当に自然死であったが、それが迷信を周囲に植え付けるのに十分だった。金銭的トラブルゆえ叔父からの支援がなされないはずのルパートがニューヨークに帰れたのは、エイムズ医師が支援していたためである。ルパートの病気はただの発疹だったが、エイムズ医師から「あなたは南洋で呪いにかかり、ハンセン病を持ち帰った」と吹き込まれていたためそうだと確信し、拳銃自殺をした。また、ブライブナー氏とアメリカ人もそれぞれ、細菌培養液の注射でエイムズ医師に殺されていた。

### グランド・メトロポリタンの宝石盗難事件
（原題: The Jewel Robbery at the Grand Metropolitan ）（『The Sketch』1923年3月14日号）(掲載順 #1)
ポアロとヘイスティングスはグランド・メトロポリタン・ホテルに滞在し、富豪のオパルセン夫妻と出会う。夫人はポアロに真珠のネックレスを見せると言って部屋へ取りに行くが、盗まれていることが発覚し、ポワロは捜索を頼まれる。
真珠が最後に目撃されたあと、この部屋にはオパルセン夫人のメイドのセレスティーヌとホテルの客室係の2人しかいなかった。セレスティーヌは、客室係がいる間はずっと部屋にいるよう命じられていた。二人は尋問を受け、それぞれが相手を非難する。ホテルの部屋には、セレスティーヌが眠る居室と、別の部屋に通じる鍵付きのドアがある。2人はずっとお互いが見えるところで過ごしており、例外はたった2回、セレスティーヌが自分の部屋に15秒ほど行ったときであったが、その短時間では客室係が引き出しから宝石ケースを取り出し、開け、宝石を取り、ケースを返すのは無理であった。二人の部屋が捜索され、盗まれた真珠がセレスティーヌの部屋のマットレスの下から発見される。事件は解決したかに見えたが、ポアロは見つかったネックレスが偽物であると言う。ポアロは自分が見つけた白いカードを客室係とオパルセン氏の付き人に見せるが、二人はそのカードに見覚えはないという。
ポアロは急いでロンドンに向かい、翌日、ヘイスティングスとオパルセン氏に事件解決と本物の真珠の発見を報告する。ポアロが彼らに触らせたカードから採取された指紋を警察が調べた結果、客室係とオパルセン氏の付き人は国際的な宝石泥棒の二人組であることが判明した。事件当時、付き人が鍵のかかったドアの向こう側に待機しており、セレスティーヌが自分の部屋に行ったすきに客室係が彼に宝石ケースを渡し、次にまたセレスティーヌが部屋に行ったときに空のケースをやり取りして引き出しに戻したのであった。

### 首相誘拐事件
（原題: The Kidnapped Prime Minister ）（『The Sketch』1923年4月25日号）(掲載順 #5) 
第一次世界大戦末期、首相デイヴィッド・マクアダムの暗殺未遂事件が発生する。その直後、下院議長のエスティア卿と陸軍閣僚のドッジ氏がポアロを訪ね、今度は首相が誘拐されたと捜査協力を求める。首相は翌日ヴェルサイユで開かれる秘密和平会議に向かう途中であり、ブローニュ=シュル=メールからフランス側の公用車に乗り換えたが、それは偽物だったのだ。後にその偽物の車が乗り捨てられているのが見つかり、中には猿ぐつわをされたダニエルズ首相秘書官が置き去りにされていた。
ポアロは、1件目の暗殺未遂事件について尋ねる。それは首相がダニエルズと運転手のマーフィーと共にウィンザー城から帰る途中に発生した。彼らが乗った車が脇道に入り、覆面をした男たちに囲まれ、マーフィーが車を停めると、1人の男が首相に発砲したが、幸い頬をかすめただけだった。マーフィーは発車して殺人犯を振り切った。首相は小さな病院で手当を受け、そのままドーバー行きの列車に乗るためにチャリング・クロス駅に向かったのだった。その後マーフィーも行方不明となっていた。ポアロはフランスに出発する準備をしながら、ダニエルズとマーフィーの二人に疑念を抱き、なぜ誘拐の前に暗殺未遂があったのか疑問に思う。ポアロは、ジャップ警部などとフランスに渡るが、現地では捜索に加わらずにホテルの部屋で考え込む。
突然ポアロはイギリスに帰国し、ロンドン西部の別荘病院を回り始める。そして警察はハムステッドの家屋で首相とマーフィーを救出する。誘拐犯はダニエルズであり、最初の事件で二人を誘拐し、暗殺未遂を装って別人の顔に包帯を巻いて首相としてフランスに旅立たせたのだった。ダニエルズにはハムステッドの近くに妹がいることが知られていたが、彼女はポワロが以前から探していたドイツのスパイ、フラウ・ベルタ・エベンタールであった。

### ミスタ・ダヴンハイムの失踪
（原題: The Disappearance of Mr Davenheim ）（『The Sketch』1923年3月28日号）(掲載順 #2)
ポアロとヘイスティングス、ジャップが話している中で、銀行家のダヴンハイム氏が最近自宅から失踪したことが話題になる。ポワロは自慢げに、椅子から動かずに1週間以内に事件を解決することに5ポンド賭けることをジャップと同意する。
ダヴンハイム氏は土曜日の正午に都会から帰宅し、普段と変わらない様子で午後遅くには手紙を投函するために外出した。彼はローウェンという仕事上の来客があるだろうから、書斎に案内して彼の帰りを待ってもらうようにと言った。しかしそれ以来ダヴンハイム氏は帰らなかった。日曜日の朝に警察が呼ばれ、書斎の隠し金庫がこじあけられて現金や宝石などが盗まれていることも判明した。ローウェンは、前年秋にヨハネスブルグでダヴンハイム氏と会っていた。
ポアロはこの家にボート用の湖があることに興味を持つ。また、ダヴンハイム氏は髪が長く、口髭と顎鬚を蓄えていたことも知る。翌日、警察は湖からダヴンハイム氏の服を見つけ、ローウェンを逮捕する。警察にも顔が知られたビリー・ケレットというスリが、土曜日にローウェンがダヴンハイムの指輪を道端の溝に投げ捨てるのを目撃しており、彼はそれを拾ってロンドンで質入れし、その代金で酔っぱらって逮捕された。
ポアロはジャップに対し、ダヴンハイム夫妻が寝室を共有していたかと尋ねる。ジャップが否と答えると、ポアロはヘイスティングスとジャップに、ダヴンハイムの銀行が倒産する前に預金をすべて引き出すように言う。翌日ポアロの予告通りダヴンハイムの銀行が倒産し、ポアロが真相を明らかにする。ダヴンハイムは銀行の経営難を知り、新しい生活の準備を始めていた。昨年の秋、彼は南アフリカに行かず、代わりにビリー・ケレットと名乗って3ヵ月間刑務所に入り警察に自分を知らしめた。そしてついにはローウェンを罠にはめて、彼が家に来る直前に自分で金庫を破って中身を持ち去った。彼の「失踪」が明らかになった頃には、彼はすでにケレットとして警察に拘留されており、誰も彼を疑わなかったのだ。ダヴンハイム夫人は夫の身元を確認し、ジャップはポアロに5ポンドを支払う。

### イタリア貴族殺害事件
（原題: The Adventure of the Italian Nobleman ）（『The Sketch』1923年10月24日号）(掲載順 #12)
ポアロとヘイスティングスが隣人の医者ホーカーと話していると彼の家政婦が飛び込んできて、患者のフォスカティーニ伯爵から助けを求める電話があったと告げ、3人は急いでその患者の住むマンションへ向かう。そこのエレベータ係は、30分ほど前に伯爵の召使いのグレイブスが出ていったが、いつもと違った様子は無かったと言う。しかし鍵のかかった部屋の中では伯爵が彫像で撲殺されているのが発見される。ダイニングでは3人分の食事が行われた形跡があり、そこに注目したポアロはこのマンションの厨房に聞き込みを行い、メインディッシュは食されていたのに、サイドディッシュとデザートがほとんど食べられていなかったことを知る。また、瀕死の被害者が電話で助けを求めた後に受話器をきちんと戻していたことも不審に思う。
グレイブスが戻ってくると、彼はその日の2人の客が前日にもフォスカティーニ伯爵を訪ねてきたと証言する。一人はアスカニオ伯爵、もう一人は若い男であった。グレイブスは、彼らが最初に来たときの会話を立ち聞きし、伯爵が脅されていたようだと言う。伯爵は次の晩も2人を夕食に招待し、当日食後のポートワインが出たところで伯爵は突然グレイブスにその夜は遊びに出かけるように言ったのだという。アスカニオはすぐに逮捕されるが、ポアロは、コーヒーがブラックだったこと、サイドディッシュとデザートがほとんど手付かずだったこと、カーテンが開いていたことの3点を指摘する。外交上の隠蔽工作なのか、イタリア大使がアスカニオのアリバイを証言し、アスカニオはフォスカティーニと面識が無いと証言する。ポアロはアスカニオと話し、フォスカティーニが脅迫者であることを彼が知っていたことを認めさせる。アスカニオは彼が勤めるイタリア大使館の命を受けて、フォスカティーニから要求された金を支払うために事件前日に彼に接触したのだった。
ポアロはヘイスティングスに、グレイブスが犯人であると説明する。アスカニオがフォスカティーニに金を支払うことを知ったグレイブスはそれを横取りしようと企み、フォスカティーニが独りでいるときに殺し、直後に3人分の夕食を注文して自分で料理を食べたが、3人分の食事は食べ切れなかった。コーヒーは飲み干されていたが、被害者の白い歯は彼が飲まなかったことを示していた。そしてカーテンが開いていることから、グレイブスがこの部屋を出たときはまだ明るかったことを示していた。

### 謎の遺言書
（原題: The Case of the Missing Will ）（『The Sketch』1923年10月31日号）(掲載順 #13)
ポアロは、ヴァイオレット・マーシュという女性から奇妙な依頼を受ける。彼女は14歳のときに孤児となり、デヴォン州のアンドリュー叔父のもとで暮らしたのだが、オーストラリアで財を成した彼は姪が本を読んで教養を高めることに反対していた。ヴァイオレットはそんな叔父に反抗してガートン・カレッジに入学した。叔父との関係はややこしくも友好的であり続けたが、彼は1ヶ月前に奇妙な条項の入った遺言書を残して亡くなった。そこには、「賢い」姪に対して、1年間彼の家に住み、その間に「自分の知恵を証明する」ようにと指示を出していた。それができなければ、彼の全財産は慈善団体に寄付され、彼女には何も残らないとされていた。
ポアロとヴァイオレットは、この家に第二の遺言書か大金が隠されているのではないかと考える。ポアロとヘイスティングスはデヴォンに出向き、館の家政婦であるベイカー夫妻に世話になる。二人はポアロに、アンドリューが最初の遺言を間違えたというので、二通目の遺書に署名させられたと話すが、その内容は見ていない。その直後、アンドリューは貿易商の決済のために家を出て行ったのだという。
家の中を見回したポアロは、死んだ主の秩序と方法に満足するが、一つだけ例外があり、書き物机の鍵がきちんとしたラベルではなく汚い封筒に貼られていた。長い捜索の末、ポアロは諦めてロンドンに戻ろうとするが、そこで貿易商の決済のために外出した件を思い出す。彼は急いで館に戻り、開いた封筒を火にかざと、見えないインクで書かれたかすかな文字が現れ、それは二通目の遺言書であり、全財産をヴァイオレットに託すというものだった。ベイカー夫妻が署名したという遺言書はひっかけだったのだ。貿易商たちが署名したのが本当の遺言書であり、アンドリューはそれを封筒に変えていたのだ。ポアロはヴァイオレットに、自分を雇って事件を解決させることで、彼女は優れた知性を証明したのだと告げる。

### ヴェールをかけた女
（原題: The Veiled Lady ）（『The Sketch』1923年10月3日号）(掲載順 #11)
ポアロの下に上流階級と思わしきヴェールをかけた美女がやってくる。彼女はある公爵と婚約したが、かつて愛したある男性に送った手紙を手に入れた男から脅迫を受けていると話す。そこでポアロに解決を頼む。

### 消えた廃坑
（原題: The Lost Mine ）（『The Sketch』1923年11月21日号）(掲載順 #14)
ポワロはヘイスティングスに、かつて仕事の対価としてビルマ鉱山の株をもらった話をする。この鉱山は場所が分からなくなっており、手がかりは中国人ウー・リンが所有する古文書にしかないとのことだった。ウー・リンはその書類を売り渡すことに同意し、取引のためにイギリスへ渡ったが、彼と取引する予定だったピアソン氏は待ち合わせに遅れて彼に会えなかった。ピアソン氏は、ウー・リンが投宿したホテルに連絡を取るが会うことができず、結局ウー・リンは死亡してテムズ川に浮かんでいるのが発見される。
ポアロは、ウー・リンの関係者を捜査し、チャールズ・レスターという若い銀行員が、ウーリンとともにホテルで目撃されたことを知る。レスターによれば、彼はウー・リンに会いにホテルに行ったが代わりの使いの者が出てきて、タクシーでライムハウス地区に案内されそうになったが、レスターは怖気づいて途中でタクシーを降りたという。しかしタクシーの運転手によると、二人をライムハウス地区のアヘン窟で降ろしたという。レスターは逮捕されるが、鉱山に関する書類は見つからない。
ポワロは問題の書類をピアソンが持っているのを発見する。彼は実はイギリス到着直後のウー・リンに会っており、彼をライムハウス地区まで連れて行ったのだった。そしてアヘン業者の一人をウー・リンとしてホテルにチェックインさせていた。そしてウー・リンから名前を聞いていたレスターをアヘン窟に連れ込み、薬を飲ませて意識を朦朧とさせ、犯人に仕立て上げたのだった。ピアソンは逮捕され、ポアロはビルマの鉱山の株主となる。

### チョコレートの箱
（原題: The Chocolate Box）（『The Sketch』1923年5月23日号） (掲載順 #9)
ヘイスティングスが君はこれまで失敗したことがないだろうと言うと、ポアロはそんなことはないと言い、数年前ブリュッセルで刑事をしていたときに、事件を解決できなかったことを話し始める。
フランス人代議士ポール・デルラールが亡き妻が残したブリュッセルの家で心不全で死亡し、亡き妻の従姉妹であるビルジニー・メナールは、彼は自然死ではないと確信してポワロに調査を依頼する。当時その家には、老齢で病弱な母、ビルジニー、2人の来客サン・タラールとジョン・ウィルソンがいた。現場を訪れたポアロは毒殺を疑い、デルラールが死亡した書斎で、開封済みだが中身に手がついていないチョコレートの箱を発見する。デルラールは毎晩食後にチョコレートを食べる習慣があり、死んだ夜にも1箱空けていた。ポアロは、青とピンクの2つの箱の蓋が入れ替わっていることに気づく。主治医は、当時サン・タラールとデルラールが激しく口論しため、心不全も不思議は無いと言う。当時ウィルソンは血圧の薬としてトリニトリンの錠剤を服用しており、それは大量に飲めば命取りになるものであった。ウィルソンには機会があっても動機がなく、サン・タラールは動機があったが機会が無かった。ポアロはサン・タラールの住所を聞いてその家に忍び込み、浴室の戸棚でウィルソンの薬の空瓶を発見し、真相を掴んだと思うが、デルラール夫人から自分が息子を殺害したと自白される。数年前、彼が妻を階段から突き落とすのを目撃して息子が悪人であることを悟った彼女は、反カトリックの息子が教会にもたらすだろう迫害と、罪のないビルジニーへ接近することも恐れて殺害を決意したのだという。彼女はウィルソンの薬を盗み、1つのチョコレートに小さな錠剤を20錠ほど入れた後、別れの挨拶に来たサン・タラールのポケットに空の瓶を入れたのだった。しかしポアロは、彼女に捜査は既に終わったと告げ、デルラール夫人は1週間後に病気で死亡する。
ポアロは、目の悪い夫人がチョコレートの箱の蓋を取り違えたことや、サン・タラールが犯人であれば空の瓶を保管することはなかっただろうということに気づかなかった自分を呪ったのだとヘイスティングスに話し、今後自分がうぬぼれることがあれば「チョコレートボックス」と囁いて思い出させてくれと言う。

## 日本語訳版

### 一般書
※ 短篇タイトルの左の英字A～Nは、早川書房のクリスティー文庫版『ポアロ登場』の収録順、該当ない場合は省いている。
- 博文館

| 番号 | 出版年         | 書名               | シリーズ名等        | 文庫名等      | 収録話数 | 編者等          | 訳者   | 巻末                      | ページ数 | ISBNコード | カバーデザイン | 備考     |
| ---- | -------------- | ------------------ | ------------------- | ------------- | -------- | --------------- | ------ | ------------------------- | -------- | ---------- | -------------- | -------- |
| 01   | 1925年8月      | クラブのキング     | 探偵傑作叢書 第37編 |               |          |                 | 延原謙 |                           | 306      |            |                |          |
| 02   | 1929年         | クリステイ集       | 世界探偵小説全集 11 |               | 13       | 新青年編輯部 編 | 延原謙 | クリスティに就いて 延原謙 | 464      |            |                |          |
| 03   | 1939年         | リンクスの殺人事件 |                     | 博文館文庫 70 | 5        |                 | 延原謙 |                           | 307      |            |                |          |
| 04   | 1940年 2月20日 | クラブのキング     | 名作探偵 #17        |               |          |                 | 延原謙 |                           |          |            |                | 01の再刊 |

| 番号           | 01               | 02                 | 03                 | 04               | 備考 |
| -------------- | ---------------- | ------------------ | ------------------ | ---------------- | ---- |
| A              | 西洋の星の事件   | －                 | －                 | 西洋の星の事件   |      |
| B              | メンタルテスト   | メンタルテスト     | －                 | メンタルテスト   |      |
| C              | 安い貸家         | 安い貸家           | 安い貸家           | 安い貸家         |      |
| D              | 別莊の悲劇       | 別莊の悲劇         | －                 | 別莊の悲劇       |      |
| F              | 古墳の呪         | 古墳の呪           | －                 | 古墳の呪         |      |
| G              | 海邊の出來事     | 海邊の出來事       | －                 | 海邊の出來事     |      |
| H              | －               | 總理大臣の失踪     | －                 | －               |      |
| I              | 赤坊の腕         | 赤坊の腕           | －                 | 赤坊の腕         |      |
| K              | 智慧の戰ひ       | 智慧の戰ひ         | －                 | 智慧の戰ひ       |      |
| L              | 覆面の貴女       | 覆面の貴女         | －                 | 覆面の貴女       |      |
| N              | チヨコレエトの函 | チヨコレエトの函   | チヨコレエトの函   | チヨコレエトの函 |      |
| その他の収録作 | クラブのキング   | クラブのキング     | 敗れし人           | クラブのキング   |      |
| その他の収録作 | －               | リンクスの殺人事件 | リンクスの殺人事件 | －               |      |
| その他の収録作 | －               | 潜水艦事件         | 潜水艦事件         | －               |      |

- 早川書房

| 番号 | 出版年          | 書名                                        | シリーズ名等                | 文庫名等                               | 収録話数 | 編者等            | 訳者                                                                             | 巻末                                 | ページ数 | ISBNコード        | カバーデザイン  | 備考                                   |
| ---- | --------------- | ------------------------------------------- | --------------------------- | -------------------------------------- | -------- | ----------------- | -------------------------------------------------------------------------------- | ------------------------------------ | -------- | ----------------- | --------------- | -------------------------------------- |
| 05   | 1956年 4月15日  | 名探偵登場 3                                |                             | ハヤカワ・ポケット・ミステリ No.252    | 10       | 早川書房編集部 編 |                                                                                  | 田中潤司                             | 344      |                   |                 |                                        |
| 06   | 1959年 11月15日 | 〈エルキュール・ポアロの事件簿〉 ポアロ登場 | 世界ミステリシリーズ        | ハヤカワ・ポケット・ミステリ No.522    | 13       |                   | 小倉多加志                                                                       | 編集部F エルキュール・ポアロの事件簿 | 212      |                   | 装幀 勝呂忠     |                                        |
| 07   | 1978年 4月15日  | ポアロ登場                                  | クリスティー短編集 3        | ハヤカワ・ミステリ文庫 HM1-32(ク-1-32) | 14       |                   | 小倉多加志                                                                       | S クリスティー短編集リスト           | 340      | 415070032X        | 真鍋博          |                                        |
| 08   | 2004年 7月15日  | ポアロ登場                                  |                             | クリスティー文庫 51                    | 14       |                   | 真崎義博                                                                         | 解説 香山二三郎                      | 398      | 4-15-130051-1     | Hayakawa Design |                                        |
| 09   | 2021年 11月19日 | クリスマスの殺人                            | クリスティー傑作選          |                                        | 12       |                   | 深町眞理子、真崎義博、中村妙子、嵯峨静江、坂口玲子、宇野輝雄、田村隆一           |                                      | 336      | 978-4-15-210066-5 |                 |                                        |
| 10   | 2022年 11月16日 | クリスマスの殺人                            | クリスティー傑作選 2022年版 |                                        | 12       |                   | 深町眞理子、乾信一郎、真崎義博、中村妙子、嵯峨静江、坂口玲子、宇野輝雄、田村隆一 | 解説 霜月蒼 書誌情報                 | 344      | 978-4-15-210189-1 |                 | 序 アガサ・クリスティー（乾信一郎 訳） |

| 番号           | 05                      | 06                                     | 07                                     | 08                                     | 09                                          | 10                                          | 備考 |
| -------------- | ----------------------- | -------------------------------------- | -------------------------------------- | -------------------------------------- | ------------------------------------------- | ------------------------------------------- | ---- |
| A              | －                      | －                                     | 〈西部の星〉盗難事件                   | 〈西洋の星〉盗難事件                   | －                                          | －                                          |      |
| B              | －                      | マースドン荘の惨劇                     | マースドン荘の惨劇                     | マースドン荘の悲劇                     | －                                          | －                                          |      |
| C              | －                      | 安アパート事件                         | 安アパート事件                         | 安アパート事件                         | －                                          | －                                          |      |
| D              | －                      | 猟人荘の怪事件                         | 猟人荘の怪事件                         | 狩人荘の怪事件                         | 狩人荘の怪事件 (真崎義博)                   | 狩人荘の怪事件 (真崎義博)                   |      |
| E              | －                      | 百万ドル債券盗難事件                   | 百万ドル債券盗難事件                   | 百万ドル債券盗難事件                   | －                                          | －                                          |      |
| F              | －                      | エジプト墳墓の謎                       | エジプト墳墓の謎                       | エジプト墳墓の謎                       | －                                          | －                                          |      |
| G              | －                      | グランド・メトロポリタンの宝石盗難事件 | グランド・メトロポリタンの宝石盗難事件 | グランド・メトロポリタンの宝石盗難事件 | －                                          | －                                          |      |
| H              | 総理大臣の失踪 (高橋豊) | 総理大臣の失踪                         | 総理大臣の失踪                         | 首相誘拐事件                           | －                                          | －                                          |      |
| I              | －                      | ダヴンハイム失踪事件                   | ダヴンハイム失踪事件                   | ミスタ・ダヴンハイムの失踪             | －                                          | －                                          |      |
| J              | －                      | イタリア貴族殺害事件                   | イタリア貴族殺害事件                   | イタリア貴族殺害事件                   | －                                          | －                                          |      |
| K              | －                      | 謎の遺言書                             | 謎の遺言書                             | 謎の遺言書                             | －                                          | －                                          |      |
| L              | －                      | ヴェールをかけた女                     | ヴェールをかけた女                     | ヴェールをかけた女                     | －                                          | －                                          |      |
| M              | －                      | 消えた廃坑                             | 消えた廃坑                             | 消えた廃坑                             | －                                          | －                                          |      |
| N              | －                      | チョコレートの箱                       | チョコレートの箱                       | チョコレートの箱                       | チョコレートの箱 (真崎義博)                 | チョコレートの箱 (真崎義博)                 |      |
| その他の収録作 | －                      | －                                     | －                                     | －                                     | クリスマスの悲劇 (中村妙子)                 | クリスマスの悲劇 (中村妙子)                 |      |
| その他の収録作 | －                      | －                                     | －                                     | －                                     | クィン氏登場 (嵯峨静江)                     | クィン氏登場 (嵯峨静江)                     |      |
| その他の収録作 | －                      | －                                     | －                                     | －                                     | バグダッドの大櫃の謎 (中村妙子)             | バグダッドの大櫃の謎 (中村妙子)             |      |
| その他の収録作 | －                      | －                                     | －                                     | －                                     | 牧師の娘 (坂口玲子)                         | 牧師の娘 (坂口玲子)                         |      |
| その他の収録作 | －                      | －                                     | －                                     | －                                     | プリマス行き急行列車 (宇野輝雄)             | プリマス行き急行列車 (宇野輝雄)             |      |
| その他の収録作 | －                      | －                                     | －                                     | －                                     | ポリェンサ海岸の事件 (中村妙子)             | ポリェンサ海岸の事件 (中村妙子)             |      |
| その他の収録作 | －                      | －                                     | －                                     | －                                     | 教会で死んだ男 (宇野輝雄)                   | 教会で死んだ男 (宇野輝雄)                   |      |
| その他の収録作 | －                      | －                                     | －                                     | －                                     | 世界の果て (嵯峨静江)                       | 世界の果て (嵯峨静江)                       |      |
| その他の収録作 | －                      | －                                     | －                                     | －                                     | エドワード・ロビンソンは男なのだ (田村隆一) | エドワード・ロビンソンは男なのだ (田村隆一) |      |
| その他の収録作 | －                      | －                                     | －                                     | －                                     | クリスマスの冒険 (深町眞理子)               | クリスマスの冒険 (深町眞理子)               |      |

- 角川書店

| 番号 | 出版年    | 書名               | シリーズ名等 | 文庫名等          | 収録話数 | 編者等 | 訳者     | 巻末          | ページ数 | ISBNコード   | カバーデザイン | 備考 |
| ---- | --------- | ------------------ | ------------ | ----------------- | -------- | ------ | -------- | ------------- | -------- | ------------ | -------------- | ---- |
| 11   | 1958年    | 情婦               |              | 角川小説新書      | 7        |        | 松本恵子 | あとがき 訳者 | 219      |              |                |      |
| 12   | 1969年2月 | 情婦(検察側の証人) |              | 角川文庫 赤 502-8 | 7        |        | 松本恵子 | あとがき 訳者 | 220      | 404-250208-3 | 上原徹         |      |

| 番号           | 11                   | 12                   | 備考 |
| -------------- | -------------------- | -------------------- | ---- |
| A              | 西方の星             | 西方の星             |      |
| F              | エジプト人墓地の冒険 | エジプト人墓地の冒険 |      |
| H              | 首相誘拐事件         | 首相誘拐事件         |      |
| I              | ダベンハイム氏の失踪 | ダベンハイム氏の失踪 |      |
| J              | イタリア貴族の怪死   | イタリア貴族の怪死   |      |
| その他の収録作 | 情婦(検察側の証人)   | 情婦(検察側の証人)   |      |
| その他の収録作 | クラパムの料理女     |                      |      |

- 東京創元社

| 番号 | 出版年          | 書名            | シリーズ名等         | 文庫名等               | 収録話数 | 編者等 | 訳者   | 巻末            | ページ数 | ISBNコード        | カバーデザイン                  | 備考 |
| ---- | --------------- | --------------- | -------------------- | ---------------------- | -------- | ------ | ------ | --------------- | -------- | ----------------- | ------------------------------- | ---- |
| 13   | 1960年          | ポワロの事件簿1 |                      | 創元推理文庫 105-6     | 11       |        | 小西宏 | 解説 中島河太郎 | 269      |                   |                                 |      |
| 14   | 1980年 10月15日 | ポワロの事件簿1 | クリスティ短編全集 6 | 創元推理文庫 M-ク-2-24 | 11       |        | 厚木淳 |                 | 272      | 978-4-488-10506-8 | 装画:ひらいたかこ 装幀:小倉敏夫 |      |
| 15   | 1960年 11月18日 | ポワロの事件簿2 |                      | 創元推理文庫 105-7     | 11       |        | 小西宏 | ノート 厚木淳   | 255      |                   |                                 |      |
| 16   | 1960年 11月18日 | ポワロの事件簿2 | クリスティ短編全集 7 | 創元推理文庫 M-ク-2-25 | 11       |        | 厚木淳 |                 | 254      | 978-4-488-10507-5 | 装画:ひらいたかこ 装幀:小倉敏夫 |      |

| 番号           | 13                                     | 14                                     | 15                         | 16                         | 備考 |
| -------------- | -------------------------------------- | -------------------------------------- | -------------------------- | -------------------------- | ---- |
| A              | 西洋の星の冒険                         | 西洋の星の事件                         |                            |                            |      |
| B              | マースドン荘園の悲劇                   | マースドン荘園の悲劇                   | －                         | －                         |      |
| C              | 安アパートの冒険                       | 安いマンションの事件                   | －                         | －                         |      |
| D              | ハンター荘の謎                         | ハンター荘の謎                         | －                         | －                         |      |
| E              | 百万ドル公債の盗難                     | 百万ドル公債の盗難                     | －                         | －                         |      |
| F              | エジプト王の墳墓の冒険                 | エジプト王の墳墓の事件                 | －                         | －                         |      |
| G              | グランド・メトロポリタンの宝石盗難事件 | グランド・メトロポリタンの宝石盗難事件 | －                         | －                         |      |
| H              | 誘拐された総理大臣                     | 誘拐された総理大臣                     | －                         | －                         |      |
| I              | ダヴンハイム氏の失踪                   | ダヴンハイム氏の失踪                   | －                         | －                         |      |
| J              | イタリア貴族の冒険                     | イタリア貴族の事件                     | －                         | －                         |      |
| K              | 消えた遺言書                           | 遺言書の謎                             | －                         | －                         |      |
| L              | －                                     | －                                     | ヴェールをかけた貴婦人     | ヴェールをかけたレディ     |      |
| M              | －                                     | －                                     | 消えた鉱山                 | 消えた鉱山                 |      |
| N              | －                                     | －                                     | チョコレートの箱           | チョコレートの箱           |      |
| その他の収録作 | －                                     | －                                     | 戦勝舞踏会事件             | 戦勝舞踏会事件             |      |
| その他の収録作 | －                                     | －                                     | 料理女を探せ               | 料理女を探せ               |      |
| その他の収録作 | －                                     | －                                     | マーキット・ベイジングの謎 | マーキット・ベイジングの謎 |      |
| その他の収録作 | －                                     | －                                     | 呪われた相続               | 呪われた相続               |      |
| その他の収録作 | －                                     | －                                     | 潜水艦の設計図             | 潜水艦の設計図             |      |
| その他の収録作 | －                                     | －                                     | プリマス急行               | プリマス急行               |      |
| その他の収録作 | －                                     | －                                     | コーンウォールの謎         | コーンウォールの謎         |      |
| その他の収録作 | －                                     | －                                     | クラブのキング             | クラブのキング             |      |

- 新潮社

| 番号 | 出版年          | 書名                   | シリーズ名等 | 文庫名等                   | 収録話数 | 編者等 | 訳者               | 巻末                         | ページ数    | ISBNコード | カバーデザイン   | 備考         |
| ---- | --------------- | ---------------------- | ------------ | -------------------------- | -------- | ------ | ------------------ | ---------------------------- | ----------- | ---------- | ---------------- | ------------ |
| 17   | 1960年 5月5日   | クリスティ短編集（一） |              | 新潮文庫 赤135－B (ク-3-2) | 13       |        | 井上宗次、石田英二 | 訳注 解説 井上宗次、石田英二 | 323/改版336 | 4102135022 | 鈴木邦治、野中昇 | 改版         |
| 18   | 1961年 12月20日 | クリスティ短編集（二） |              | 新潮文庫 赤135－C (ク-3-3) | 14       |        | 井上宗次、石田英二 | 訳注 解説 井上宗次、石田英二 | 357/改版374 | 4102135030 | 鈴木邦治、野中昇 | 55刷改版1994 |

| 番号           | 17                     | 18                                     | 備考 |
| -------------- | ---------------------- | -------------------------------------- | ---- |
| B              | －                     | マーズドン荘の悲劇                     |      |
| C              | －                     | 安アパートの冒険                       |      |
| E              | －                     | 百万ドル公債の盗難                     |      |
| F              | エジプト墓地の冒険     | －                                     |      |
| G              | －                     | グランド・メトロポリタンの宝石盗難事件 |      |
| H              | －                     | 首相誘拐事件                           |      |
| I              | ダヴェハイム氏の失跡   | －                                     |      |
| J              | イタリア貴族の怪死     | －                                     |      |
| K              | －                     | 遺言書紛失事件                         |      |
| その他の収録作 | 火曜の夜のつどい       | クリスマスの悲劇                       |      |
| その他の収録作 | アスターティの神殿     | 溺死                                   |      |
| その他の収録作 | 金塊事件               | 不満な軍人の事件                       |      |
| その他の収録作 | 舗道の血痕             | 不満な夫の事件                         |      |
| その他の収録作 | 動機対機会             | 金持ちの女の事件                       |      |
| その他の収録作 | 検察側の証人           | シラズの事件                           |      |
| その他の収録作 | うぐいす荘             | 高価な真珠                             |      |
| その他の収録作 | 中年の人妻の事件       | デルフィの神託                         |      |
| その他の収録作 | 悩める淑女の事件       | －                                     |      |
| その他の収録作 | あるサラリーマンの冒険 | －                                     |      |

- 集英社

| 番号 | 出版年         | 書名                 | シリーズ名等                  | 文庫名等          | 収録話数 | 編者等 | 訳者     | 巻末                                                                              | ページ数 | ISBNコード      | カバーデザイン              | 備考 |
| ---- | -------------- | -------------------- | ----------------------------- | ----------------- | -------- | ------ | -------- | --------------------------------------------------------------------------------- | -------- | --------------- | --------------------------- | ---- |
| 19   | 1997年 5月20日 | エルキュール・ポアロ | 世界の名探偵コレクション 10:4 | 集英社文庫 特10-4 | 8        |        | 戸田裕之 | 解説 矢野浩三郎 エルキュール・ポアロ・グラフィティ 鑑賞 池内紀 フェアプレイの原則 | 282      | 978-4-087485592 | 装画:塚本昇司 装丁:菊地信義 |      |

| 番号           | 19                   | 備考 |
| -------------- | -------------------- | ---- |
| A              | 〈西の星〉盗難事件   |      |
| F              | エジプト王陵の謎     |      |
| H              | イギリス首相誘拐事件 |      |
| L              | ヴェールの貴婦人     |      |
| その他の収録作 | 二十四羽の黒鶫       |      |
| その他の収録作 | プリマス行き急行列車 |      |
| その他の収録作 | クラパムの料理女の謎 |      |
| その他の収録作 | すずめばちの巣       |      |